# بيت أم الميس
بيت أم الميس، قرية فلسطينية مهجرة، تقع إلى الغرب من مدينة القدس، وتربطها طريق معبّدة ثانوية بطريق القدس– يافا وبقريتي صوبا والقسطل. كما تربطها طرق ممهدة بقرى كسلا، عقّور، بيت محسير، دير عمرو وخربة العمور.
نشأت بيت أم الميس على مرتفع جبلي من جبال القدس، تحيط بها الأودية من جهات ثلاث، وادي الحمار أحد روافد وادي الغدير في الشمال، وادي المربع في الشرق، ووادي أم الميس في الغرب. اكتسب موقع القرية أهمية عسكرية دفاعية لارتفاعها بمقدار 650م عن سطح البحر من جهة، ولإحاطة ثلاثة أودية بها من جهة ثانية. وتنحدر أراضي القرية من الجنوب الشرقي نحو الشمال الغربي. بالإضافة لذلك، توجد في جنوبها الغربي عين الشرقية وعين الجرن اللتان تزوّدان القرية بمياه الشرب. وتكثر الخرب الأثرية حول القرية مثل خرب الجبعة والصغير والسلطان إبراهيم والأكراد.
احتل اليهود هذه القرية في عام 1948، وطردوا سكانها العرب منها، ودمروا بيوتها، ثم أقاموا مستعمرة “رمات رزيئيل” على أراضيها.

## احتلال القرية وتطهيرها عرقيًّا
ظروف احتلال القرية غير معروفة، رغم ذلك، شبه مؤكد أنّ القرية احتلت في سياق عملية «ههار»، وهي الهجوم عبر الجزء الجنوبي من ممر القدس عقب الهدنة الثانية. ويشير المؤرخ الإسرائيلي بني موريس إلى أنّ القرية سقطت يوم 21 تشرين الأول\ أكتوبر 1948 في قبضة لواء «هرئيل» على أرجح الظن.

## القرية اليوم
الموقع مغطى بالأعشاب البرية التي نبتت حول بقايا المصاطب الحجرية. وفي الطرف الشمالي للقرية تقوم بقايا منزل مدمر وأجزاء من مدخله المقنطر. كما تقوم بقايا منزل آخر بالقرب من بئر على مسافة قريبة من الطرف الجنوبي للقرية.
وهناك كهفان ظاهران من ناحية الغرب. وتحدّ صخرتان كبيرتان مسطحتان، تحيط الآجام بهما، الموقع من طرفه الجنوبي.

## المستعمرات الإسرائيلية على أراضي القرية
بعد أن احتل اليهود القرية وطردوا سكانها العرب منها ودمروا بيوتها، أقاموا مستعمرة «رمات رزيئيل» على أراضيها.